# جان مولر
جان مولر (بالألمانية: Jan Robert Müller) (و. 1977 – م) هو ممثل، من ألمانيا، ولد في دورتموند.

## وصلات خارجية
- جان مولر على موقع IMDb (الإنجليزية)